# 菅原隆明
菅原 隆明（すがはら たかあき、1959年11月16日 - ）は、千葉県出身の元騎手・調教助手。
息子は元俳優（子役）で現騎手の菅原隆一。

## 来歴
1978年3月4日の中山第3競走4歳未勝利・コユキジョー（14頭中4着）で初騎乗を果たし、同18日の中山第8競走5歳以上300万下・スズランタローで初勝利を挙げる。初勝利翌日の19日には初騎乗馬コユキジョーで中山第1競走4歳未勝利を大差勝ちして初の2日連続勝利、夏の札幌では3勝を挙げるなど、1年目の同年は6勝をマーク。
2年目の1979年には9月2日の函館第8競走UHB杯でカブラヤオーの全妹ミスカブラヤに騎乗し、桜花賞馬ホースメンテスコに先着する2着に入った。11月25日の東京では初の1日2勝を挙げるなど初の2桁となる19勝をマークし、1981年まで3年連続2桁勝利を記録。
3年目の1980年にはハヤテジョーで18頭立ての金杯（東）5着に入ったが、その後、18頭立ては2025年まで45年間も実現しなかった。プロスペラスバナーでは4月29日の東京第9競走4歳中距離ステークスでアンバーシャダイ・キョウエイプロミスに先着する2着に入り、夏は札幌記念6着・函館記念8着と共に着外もダービー馬ラッキールーラに先着し 、秋は菊花賞に騎乗、暮れのステイヤーズステークスでは4着であった。6月28日の札幌第4競走4歳以上400万下では坂井千明から乗り替わったアサカオー産駒コマクサで勝利するが、レースから1ヶ月後の7月29日に父アサカオーが亡くなっている。10月5日の東京第7競走りんどう賞ではセントラルターフでカツトップエースの2着に入り、自身唯一の20勝台で自己最多の22勝をマーク。
1981年には6月6日の札幌第6競走3歳新馬では1番人気のトクズイホウに騎乗したが、リーゼングロスに4コーナーで先頭に立ってから差を広げられ、10馬身離された2着に終わる。9月5日の函館第8競走北海ハンデキャップでは12頭中10番人気の茨城産馬カシママシンで10馬身差勝利し、11月1日の東京第7競走4歳以上400万下では11番人気のシルバーカブラヤでモンテファストに勝利。
1982年には7月4日の札幌第3競走3歳新馬では9頭中9番人気のトサルイスで勝利し枠連万馬券、有馬記念が行われた12月26日の中山第1競走3歳未勝利では16頭中15番人気のニシキカンゲツで勝利し単勝万馬券の波乱を起こし、2頭共に伊藤竹男厩舎の管理馬 であった。
1983年には1月6日の中山第10競走成田特別をカチウマボードで現在も破られていない2分28秒8のレコードタイムで快勝したピーチシャダイの3着に入り、夏の北海道シリーズでは札幌戦・函館戦で共に4勝の計8勝を挙げ、2年ぶりの2桁勝利となる11勝をマーク。
1986年には7月27日の函館第9競走オホーツクハンデキャップでは13頭中12番人気のカシワクラフトで勝利して枠連万馬券となり、8月2日の函館第6競走4歳未勝利・ヨシミジョーで通算100勝を達成。8月9日の函館第9競走五稜郭特別では8頭中8番人気のハイトップクインで勝利して共に2度目の枠連万馬券を演出し、3年ぶりの2桁勝利となる15勝をマーク。
1987年にはシービークロス産駒シノクロスで函館3歳ステークスに騎乗し関東馬最先着の5着に入り、4着はスタートで出遅れたサッカーボーイで、その差はクビ差であった。10月18日の東京第9競走赤富士賞ではキタノイチジョーでカシマウイングの3着に入り、2年連続で最後の2桁勝利となる11勝をマーク。
1988年にはキタノイチジョーでアメリカジョッキークラブカップでは8頭中7番人気ながらスダホークに先着してカシマウイングの2着、目黒記念では4着に入った。シノクロスでは優駿牝馬とエリザベス女王杯に騎乗し、その間のクイーンステークスでフリートークの4着に入った。ホワイトフォンテン産駒ミスイブォンヌでは7月24日の札幌第7競走えりも特別を勝利し、9月24日の函館第8競走STV杯では7頭中7番人気ながらミスターシクレノンに先着する3着に入った。
1989年には父マルゼンスキー・母父アローエクスプレスのドースクダイオーでカトレア賞（400万下）ではウィナーズサークル・カリブソングを抑えて勝利し、弥生賞では泥田のような馬場に手こずって追走が手一杯という状態で、レインボーアンバーに大差を付けられて7着に終わったが、単勝1.4倍の1番人気に推されたサクラホクトオーに先着 。スプリングステークスではナルシスノワールの逃げ切り許すも、中団から追い込んだドクタースパートを封じて2着に入る。皐月賞では弥生賞の時と同様に不良馬場で7着に終わったが、ナルシスノワール・ミスタートウジン・サクラホクトオーには先着している。公営新潟から移籍したキリサンシーでは年明け中山の900万下で2着に2馬身半差を付けて中央初勝利に導くと、続く東京の節分賞（900万下）でも2着に3馬身を付けて連勝し、夏の函館ではSTV賞で芝での初勝利を挙げた 。
1990年には長期休養明けのキリサンシーで函館の巴賞を人気薄の格上挑戦ながらラッキーゲランの4着と健闘し、道営札幌の第2回ブリーダーズゴールドカップではプレジデントシチー・タキノニシキ・ホロトマイケル・ホロトウルフには敵わず殿負けに終わっている。
1991年秋の福島で500万下の伊達特別→福島放送賞、1992年春の東京では900万下→八ヶ岳特別をサルノキング産駒キックオフで連勝。
1992年にはマイヨジョンヌに騎乗してホープフルステークスでウイニングチケットの2着に入り、1996年3月9日の中山第12競走4歳以上500万下ではエチゴマンゲツで逃げてタイキシャーロックの3着に粘った。
1998年8月9日の新潟第1競走4歳未勝利・ファーレンハイトが最後の勝利、9月19日の中山第9競走佐倉特別・カシマヒテン（13頭中7着）が最後の騎乗となり、9月30日付で現役を引退。
引退後は騎手として所属していた畠山重則厩舎に調教助手として残り、後には保田一隆厩舎に移籍。2006年には息子の隆一が川須栄彦・高倉稜・西村太一・水口優也らと共に平成19年度競馬学校騎手過程入学試験に合格し、2010年には父が所属する保田厩舎からデビューしている。

## 騎手成績
| 通算成績 | 1着 | 2着 | 3着 | 4着以下 | 出走回数 | 勝率 | 連対率 |
| -------- | --- | --- | --- | ------- | -------- | ---- | ------ |
| 平地     | 174 | 177 | 214 | 2053    | 2618     | .066 | .134   |